# 小尾信彌
小尾 信彌（おび しんや、1925年3月17日 - 2014年9月28日）は、日本の天文学者（天体物理学）。理学博士（1956年）。東京大学名誉教授。

## 人物
東京府（現・東京都）出身。萩原雄祐の弟子だが、同じく萩原門下で小尾の兄弟子にあたる畑中武夫にも師事した。
本郷区立誠之小学校、成城高等学校 (旧制)卒業。東京帝国大学理学部天文学科卒業後、技官として東京天文台（現・国立天文台）で活動していた事からも分かるように戦後の東京天文台における観測装置復旧の最初期の技術者でもあった。そのことから萩原雄祐から習った天体物理学のみならず畑中武夫の観測装置開発手法を学んだ。どちらかと云えば研究者としてより教育者として知られ、そのため多くの啓蒙書を翻訳または著述し多くの天文家に親しまれている研究者でもある。
天文学者の村山定男とは小学校時代の同級生である。2014年に老衰で死去。

## 略歴
- 1946年：東京帝国大学理学部天文学科卒業[5]。
- 1947年：東京大学理学部助手。
- 1950年：東京大学東京天文台技官となる。
- 1953年：東京大学教養学部助教授に就任。
- 1956年：理学博士号を取得。
- 1958年：アメリカ空軍ケンブリッジ研究所の研究員となる[6]。
- 1961年：帰国[6]。
- 1968年：東京大学教養学部教授に就任[5]。
- 1958年：ワシントンウッドロー・ウィルソン国際学術センターの客員研究員となる[5]。
- 1985年：東京大学を退官、放送大学教授に就任[5]。東京大学名誉教授。
- 1989年：放送大学副学長に就任。
- 1992年：放送大学長に就任。
- 1998年：放送大学長を退任。放送大学学園顧問。
- 2000年：秋の叙勲で勲二等瑞宝章受章[7]。

## 業績
- 国立天文台三鷹キャンパス内の大赤道儀室の望遠鏡の復旧を行う。
- 太陽観測及び天体観測において、恒星進化の研究を中心として行う。日本国内における恒星物理学的観測研究の魁となる。野辺山太陽電波観測所などの設営チームに加わる。
- 弟弟子として畑中武夫の没後、畑中の弟子の教育を引き受ける。森本雅樹など。
- 分かりやすくをモットーにして、数多くの啓蒙書の著述を引き受ける。

## 著書

### 単著
- 『宇宙を探る』（河出書房新社　1963年）
- 『宇宙の科学』（日本放送出版協会　NHKブックス　1965年）
- 『恒星の世界・星』（恒星社厚生閣　新天文学講座6　新版　1965年）
- 『太陽系の科学』（日本放送出版協会　NHKブックス　1968年）
- 『宇宙科学と地球科学・宇宙の構成』（明治図書　現代科学入門　1968年）
- 『太陽系と宇宙』（バーナード　ラベル　みすず書房　1969年）
- 『宇宙とはなにか』（講談社　ブルーバックス　1971年）
- 『星』（三省堂　三省堂選書　1971年）
- 『星のことば』（玉川大学出版部　1974年）
- 『爆発する宇宙』（日経サイエンス社　1974年）
- 『超新星とブラックホール』（日経サイエンス社　1974年）
- 『宇宙のはなし』（通信事業教育振興会　1977年）
- 『宇宙の進化』（朝日出版社　エピステーメー叢書　1977年）
- 『宇宙観のルネッサンス』（玉川大学出版部　1977年）
- 『惑星の素顔』（日経サイエンス社　別冊サイエンス　1977年）
- 『星座と神話99の謎』（産報ジャーナル　サンポウブックス　1977年）
- 『進化する宇宙』（日経サイエンス社　別冊サイエンス　1978年）
- 『自然の博物誌・宇宙』（日本放送出版協会　NHKブックス　1979年）
- 『宇宙・いまわからないこと』（朝日出版社　1980年）
- 『星座と伝説　改訂版』（偕成社　1982年）
- 『銀河系宇宙』（日経サイエンス　別冊サイエンス　1982年）
- 『みんなの宇宙論』（聖教新聞社　文化教育シリーズ　1984年）
- 『宇宙を測る』（朝日新聞社　1984年）
- 『科学の本の本・天文・宇宙』（講談社　ブルーバックス　1984年）
- 『ハレー彗星』（偕成社　1985年）
- 『星座と神話の謎』（大和書房　1985年）
- 『ビッグバンって何だろう』（ダイヤモンド社　1987年）
- 『玉川児童百科大辞典・宇宙科学史』（1988年）
- 『宇宙と星の基礎知識・宇宙の果てはあるのでしょうか』（講談社　1989年）
- 『スカイウオッチング事典』（朝日新聞社　1989年）
- 『銀河の科学』（日本放送出版協会　NHKブックス　1989年）
- 『銀河系の科学』（日本放送出版協会　NHKブックス　1989年）
- 『宇宙論はなぜ、地球外知性を予感するか』（同文書院　1992年）
- 『星座・星に憑かれた人』（作品社　日本の名随筆　1992年）
- 『されど天界は変わらず・諏訪の温泉宿で迎えた終戦』（東京大学理学部天文学教室編　1993年）
- 『玉川こどもきょういく百科・宇宙』（玉川百科刊行会）

### 共著
- 『宇宙との対話』（半村良との共著、朝日出版社　1979年）
- 『地球と宇宙』（奈須紀幸との共著、旺文社　1983年）
- 『地球外生命の謎』（森暁雄との共著、大和書房　1985年）

### 編著
- 『星の誕生と進化』（日本経済新聞社　1973年）

### 訳書
- 『星から宇宙へ』（ジョージ・ガモフ、白揚社　1957年）
- 『火星探検』（レイ・ブラウン、白揚社　1958年）
- 『最新の宇宙像』（ジョージ・ガモフ、白揚社　1959年）
- 『星の世界』（ストルベ他著　白揚社　20世紀の天文学　1965年）
- 『銀河系と宇宙』（ストルベ、白揚社　20世紀の天文学　1965年）
- 『星雲・原子核・準星』（フレッド・ホイル、法政大学出版局　1967年）
- 『宇宙の構造』（E.L.シャッツマン、平凡社　1970年）
- 『地球・月・惑星』（F.L.ホイップル、岩波書店　1971年）
- 『爆発する宇宙』（ナイジェル・コールダー、朝日新聞社　1971年）
- 『科学の言語二五〇』（アイザック・アシモフ、共立出版　1972年）
- 『図説探検の世界史6 宇宙への挑戦』（フレッド・アペル著　共訳、集英社、1975年）
- 『絵でみる惑星天文学』（S.バトラー他著　東京図書　1977年）
- 『ひろがる宇宙』（ハーマン　ボンヂ、河出書房新社　1977年）
- 『ヨハネス・ケプラー』（アーサー・ケストラー、河出書房新社　新装版現代の科学　1977年）
- 『宇宙創成はじめの三分間』（S.ワインバーク、ダイヤモンド社　1977年）
- 『現代の宇宙論』（ローリー・ジョーン編　海鳴社　1977年）
- 『月・写真集』（朝倉書店　1978年）
- 『空想自然科学入門』（アイザック・アシモフ、ハヤカワ文庫　1978年）
- 『宇宙から病原体がやってくる』（フレッド・ホイル他著　ダイヤモンド社　サイエンスブックス　1980年）
- 『宇宙論』（M.R.ロビンソン、丸善　オックスフォード物理学シリーズ　1980年）
- 『スペース・コロニー2081』（ジェラード・K・オニール、PHP研究所　1981年）
- 『ハレー彗星がやってくる』（N.コールダー、岩波書店　1983年）
- 『アンドロメダ星雲の謎』（P.W.ホッジ、日経サイエンス社　ワンポイントサイエンス　1983年）
- 『太陽系とはどんな宇宙か』（カール・セーガン、日経サイエンス社　ワンポイントサイエンス　1983年）
- 『図説　天文学における望遠鏡の歴史』（リチャード・ラーナー、朝倉書店　1984年）
- 『ハレー彗星』（カール・セーガン他、集英社　1985年）

### 監訳書
- 『もう一つの宇宙』（ロバート・ジャストロウ著　集英社　1982年）
- 『壮大なる宇宙の誕生』（ロバート・ジャストロウ著　集英社　1982年）
- 『太陽が死ぬ日まで』（ジャストロウ著　集英社　1982年）